# 郡司和斗
郡司 和斗（ぐんじ かずと、1998年6月4日 - ）は、日本の歌人、俳人、川柳家。歌誌「かりん」および俳誌「蒼海」に所属。

## 経歴
茨城県生まれ。茨城県立結城第二高等学校三年生であった2016年、当時バスケットボール部に所属していたが、助っ人として第11回全国高校生短歌大会に出場することになった際に読んだ石川啄木『一握の砂』がきっかけで短歌に興味を持ち始める。
2017年、二松学舎大学に進学。二松学舎大学松風短詩会を桜望子らと結成。また、同大学の非常勤講師を務める堀本裕樹の教えを受け、俳句の創作を始める。大学在学中の2019年、第39回かりん賞を受賞。同年、連作「ルーズリーフを空へと放つ」にて第62回短歌研究新人賞を受賞。卒業後、上越教育大学大学院学校教育研究科に進学。2022年には公益財団法人佐々木泰樹育英会が主催する口語詩句賞新人賞を受賞した。
2023年、第一歌集『遠い感』（短歌研究社）を上梓。

## 著書
- 歌集『遠い感』（2023年、短歌研究社）
- 川柳句集『ヒント』（2025年、私家版）